# 더 메신저 (2018년 비디오 게임)
《더 메신저》은 새보타지 스튜디오가 개발하고 디지털 디볼버가 배급한 2018년 액션 플랫폼 게임이다. 마이크로소프트 윈도우 및 닌텐도 스위치 플랫폼으로 처음 제작됐으며 이후 플레이스테이션 4와 엑스박스 원로 이식됐다.
먼 미래에 악마들이 점령한 세상이 무대로, 인류를 구할 "서쪽의 영웅"을 기다리는 한 마을에 사는 닌자가 주인공이다. 마을이 악마에게 습격당할 때 예언대로 나타난 영웅은 주인공을 '메신저'로 지정하고 두루마리를 산 꼭대기에 전할 것을 명하자, 이에 따라 주인공이 모험을 떠나는 내용을 담았다.
본래 《더 메신저》는 티에리 불랑제와 필리피 디오니가 어린 시절 플레이한 《닌자용검전》과 기타 8비트 및 16비트에 영감을 받은 소규모 게임으로 시작했다. 개발이 진척되며 제작진이 불어나면서 새보타지 스튜디오를 설립하고 현재의 게임을 완성하게 됐다. 출시 당시 게임플레이, 음악 및 그래픽으로 호평을 받았다.

## 후속작
2023년 8월, 본작의 이전 시간대 사건을 다룬 게임 《씨 오브 스타즈》가 발매됐다. 《더 메신저》와 달리 《씨 오브 스타즈》는 턴제 롤플레잉 비디오 게임이다.

## 참조

### 내용주
1. ↑  영어: The Messenger